# Cheumatopsyche kissi
Cheumatopsyche kissi är en nattsländeart som beskrevs av G. Marlier 1961. Cheumatopsyche kissi ingår i släktet Cheumatopsyche och familjen ryssjenattsländor. Inga underarter finns listade i Catalogue of Life.